# Кауфбойрен (хокейний клуб)
«Кауфбойрен» (нім. ESV Kaufbeuren) — хокейний клуб з міста Кауфбойрен, Німеччина. Заснований у 1929 році. Виступає у чемпіонаті Німеччини з хокею 2.Бундесліга. Був одним із засновників Німецької хокейної ліги, але вона була виключена у сезоні 1997/98 років через банкрутство. В грудні 2012 році через дефекти  в споруді «СпаркассенАрени», команда змушена проводити матчі та тренування в сусідніх містах, наприклад, Фюссен.

## Історія

### Сезони 1929— 1968 років
1929 був заснований клуб під назвою «Кауфбойрен», які, правда, зникає через кілька років по тому. Команда відновлена в 1946 році Георгом Лейтнером-молодшим. У 1956 році почалось будівництво нової ковзанки зі штучним льодом, в том ж році відбувся дебют в Оберлізі вищому дивізіоні ФРН. Два роки по тому «Кауфбойрен» програв з рахунком 0:32 «Бад Тельц», що залишається рекордним в історії вищої німецької хокейної ліги на сьогодні. 
Після запуску новоствореною Бундесліги «Кауфбойрен» займає друге підсумкове місце в сезоні 1958/59, в наступному чемпіонаті команда вилетіла з Бундесліги. На посаду головного тренера запрошують відомого в минулому гравця Ксавера Унзінна, до команди запросили також таких гравців, як Альфред Бергер і Манфред Хюбнер, як наслідок «Кауфбойрен» повернувся до Бундесліги. У 1966 році найкращим снайпером Бундесліги став Кауфбеурер з 26 голами. Після чемпіонату Німеччини 1967 року, команда знову покинула вищий дивізіон.

### Сезони 1969— 1994 років
Після двох років виступів в Оберлізі «Кауфбойрен» повертається в Бундеслігу. У тому ж році був встановлений рекорд відвідуваності, 7000 глядачів спостерігали матч «Кауфбойрен» - ХК «Аугсбург». У наступні роки команда неодноразово курсувала між 1 і 2 Бундеслігою, поки клуб остаточно не прописався в 1980-х роках постійно в Бундеслізі. У сезоні 1980/81 хокеїсти «Кауфбойрена» вперше вийшли до новоствореного раунду плей-оф,  нападник Дітер Хеген став найкращим бомбардиром набрав 89 очок  (54 + 35). Чемпіонат Німеччини з хокею 1984 року команда з такими гравцями, як Владімір Мартінець, Богуслав Штястний та Хеген дійшли до півфіналу в якому зазнали поразки в матчі за 3-е місце проти «Маннхаймер ЕРК», а ще через рік Кельн ЕК. У сезоні 1986/87 клуб поступився в 1/4 фіналу багаторічному лідеру Бундесліги «Мангейму».
В сезоні 1988/89 команда з Кауфбойрена виступила досить слабо, зайнявши останнє 10 місце та програвши матч за виживання Крефельду 2:3 та вилетіли до другої Бундесліги. 1990 року команда втратила можливість підвищитись у класі в останньому матчі (там було достатньо нічийного результату), поразка ЕХК «Фрайбургу» 4:5 відклала цю подію. Підвищення стало можливим в 1992 році, після чого «Кауфбойрен» грав у Бундеслізі до її реформування в 1994 році.

### Німецька хокейна ліга
В сезоні 1994/95 ХК «Кауфбойрен» був одним із засновників Німецької хокейної ліги, в якій вони двічі виходили до плей-оф. Тим не менше, після декількох матчів сезону 1997/98 через фінансові проблеми клуб знявся з змагань.

### Відродження команди
Сезон 1998/99, перша команда ХК «Кауфбойрен» стартувала в четвертому дивізіоні 2 Південна Ліга (здобула право виступати в Регіональній лізі), у 2000 році здобули право виступати в Оберлізі-південь, зайняв друге місце в сезоні 2001/02 повернулися до другої Бундесліги. У наступні п’ять сезонів в Бундеслізі команда вела боротьбу за виживання. В сезоні 2006/07 після внутрішніх суперечок в клубі, після яких президент Бернхард Поль подав у відставку, новим президентом став Курт Доллгофер, клуб вилетів в Оберлігу-південь. 
В Оберлізі-південь ХК «Кауфбойрен» був серед лідерів займаючи в сезоні 2007/08 четверте місце, а в наступному сезоні 3, яке дає право повернутись до 2.Бундесліги. У наступних трьох сезонах ХК «Кауфбойрен» досягав раунду плей-оф Ліги, але програвали у 2010 та 2011 роках Швеннінгеру у чвертьфіналі; 2012 року Розенгайму також у чвертьфіналі.

## Клубна структура
ХК «Кауфбойрен» має команди всіх вікових груп, які беруть участь у чемпіонаті Німеччини.
З сезону 1985/86 при клубі була заснована жіноча команда, яка брала участь в жіночій хокейній лізі починаючи з сезону 1988/89 років. Після сезону 1996/97 команда вилетіла з Бундесліги, на даний час грає в другому дивізіоні в тому числі в сезоні 2010/11.

## Відомі гравці
- Роберт Дітріх
- Себастьян Фурхнер
- Дітер Хеген
- Томас Хольцманн
- Томас Йорг
- Драгомір Кадлець
- Волтер Кеберле
- Владімір Мартінець
- Себастьян Остерлог
- Йохен Раймер
- Патрік Раймер
- Павел Ріхтер
- Александер Зульцер
- Го Танака
- Томас Трагуст
- Ксавер Унзінн
- Штефан Ушторф
- Міхаель Вагінгер
- Джордан Вебб
- Еріх Вейсгаупт
- Ден Дау